# Епископ далматински Саватије
Саватије Љубибратић (Пива, непознато - Топла, Херцег Нови, јануар 1716) био је српски епископ Далмације, митрополит захумски и настојник манастира Драговић.
Био је захумски митрополит, а касније је наследио Никодимa Бусовића епископа "свим православним Србима Далмaције". Саватије је на овај положај дошао преко воље Мелентија Типалдија, великог поборника уније, односно унијаћења. Ипак, био је достојан насљедник Никодима у борби против унијаћења православних Срба у Далмацији. Године 1694. прешао је с братством требињског Манастира Тврдоша у Херцег Нови, обновио је Манастир Савину и "на молбу Крчана и Крупљана био је постављен од млетачке владе на Никодимово мјесто". Типалди је чинио све да свргне Саватиja, али га је Црквени синод у Цариграду осудио и искључио из цркве као вероиздајника, па је Саватије с том подршком наставио своју богослужбену делатност.
Успешно се супростављао наредбама католичке курије усмереним против православних у Далмацији. Ојачао је везе са српском Патријаршијом у Пећи, а "на његову молбу дође 1714. у Далмaцију српски пећки патријарх Мојсије", чијом је посетом учвршћено православље и православна паства и донекле стишани напади на православну цркву .